# Tetrastichus obliqua
Tetrastichus obliqua är en stekelart som beskrevs av Muhammad Sharif Khan och Sushil 1993. Tetrastichus obliqua ingår i släktet Tetrastichus och familjen finglanssteklar. Inga underarter finns listade i Catalogue of Life.